# Identity Crisis (album)
Pour les articles homonymes, voir Identity Crisis.
Albums de Thrice
First Impressions
(1999) The Illusion of Safety
(2002)
Identity Crisis est le premier album studio du groupe américain Thrice, distribué en 2000 par le label discographique Sub City, une filiale de Hopeless Records. Une partie des profits est versée à une œuvre de charité appelée Crittenton Services for Children and Families. L'album est ensuite réédité pour la première fois en format disque microsillon et paru en mars 2001. L'album est mal accueilli sur AllMusic, avec une note de 1,5 sur 5, tandis qu'il est bien accueilli sur Sputnikmusic avec une note de 3,5.

## Liste des pistes
1. Identity Crisis (2:58)
2. Phoenix Ignition (3:31)
3. In Your Hands (2:47)
4. To What End  (3:04)
5. Ultra Blue (3:02)
6. As the Ruin Falls (2:04)
7. Next Day (0:57)
8. Torch to End All Torches (4:10)
9. Unquestioned Answers (4:23)
10. Under Par (4:46)
11. T & C (4:00)